# La Houssaye-Béranger
La Houssaye-Béranger ist eine französische Gemeinde mit 539 Einwohnern (Stand: 1. Januar 2022) im Département Seine-Maritime in der Region Normandie. Sie gehört zum Arrondissement Rouen und zum Kanton Bois-Guillaume (bis 2015: Kanton Clères).

## Geographie
La Houssaye-Béranger liegt etwa 21 Kilometer nördlich von Rouen. Umgeben wird La Houssaye-Béranger von den Nachbargemeinden Varneville-Bretteville im Norden und Nordwesten, Frenay-le-Long im Norden und Nordosten, Frichemesnil im Osten, Grugny im Osten und Südosten, Clères im Süden und Südosten, Le Bocasse im Süden und Westen sowie Beautot im Westen.
Durch die Gemeinde führt die Autoroute A29.

## Bevölkerungsentwicklung
| 1962                      | 1968 | 1975 | 1982 | 1990 | 1999 | 2006 | 2013 |
| ------------------------- | ---- | ---- | ---- | ---- | ---- | ---- | ---- |
| 276                       | 264  | 260  | 360  | 427  | 498  | 529  | 519  |
| Quelle: Cassini und INSEE |      |      |      |      |      |      |      |

## Sehenswürdigkeiten
- Kirche Saint-Pierre, heutiger Bau um 1525 errichtet